# Ingrid Tørlen
Ingrid Mogstad Tørlen (Ålesund, 21 de julio de 1979) es una deportista noruega que compitió en voleibol, en la modalidad de playa. Ganó tres medallas en el Campeonato Europeo de Vóley Playa entre los años 2006 y 2008.

## Palmarés internacional
| Campeonato Europeo | Campeonato Europeo     | Campeonato Europeo | Campeonato Europeo |
| Año                | Lugar                  | Medalla            | Pareja             |
| ------------------ | ---------------------- | ------------------ | ------------------ |
| 2006               | La Haya (Países Bajos) | Medalla de bronce  | Nila Håkedal       |
| 2007               | Valencia (España)      | Medalla de bronce  | Nila Håkedal       |
| 2008               | Hamburgo (Alemania)    | Medalla de plata   | Nila Håkedal       |